# آنکارا
آنکارا یا انقره (به ترکی استانبولی: Ankara) پایتخت ترکیه ودومین شهر بزرگ کشور ترکیه پس از استانبول و مرکز سیاسی استان آنکارا است. آنکارا که در بخش مرکزی آناتولی واقع شده، شهری جدید و نسبتاً مدرن با بیش از ۵/۶ میلیون جمعیت است.
این شهر در گذشته پایتخت سرزمین باستانی گالاتیا (۶۴–۲۸۰ پیش از میلاد) و بعدها پایتخت استانی به همین نام در امپراتوری روم بوده (۲۵ پیش از میلاد تا قرن هفتم میلادی) و آثار باستان‌شناسی مختلفی از حتیان، هیتی‌ها، لیدیه، فریگیه، گالاتیا، یونانیان عصر هلنیستی، هخامنشیان، رومیان، امپراتوری بیزانس و عثمانیان در این شهر به جا مانده است. عثمانیان این شهر را به عنوان اولین پایتخت ایالت آناتولی (۱۳۹۳ تا اواخر قرن پانزدهم میلادی) و سپس پایتخت ولایت انقره (۱۹۲۲–۱۸۶۷ میلادی) تعیین کردند. مرکز تاریخی شهر آنکارا، تپه‌ای سنگی با ۱۵۰ متر ارتفاع از کرانه چپ رود آنکارا (شاخه‌ای از رود سقاریه) است. ویرانه‌های قلعه آنکارا بر فراز این تپه قرار دارد. هرچند بخش کمی از آثار باستانی آنکارا باقی مانده اما نمونه‌های خوبی از معماری رومی و عثمانی را می‌توان کماکان در شهر مشاهده کرد. چشمگیرترین نمونه آن معبد آگوستوس و روم متعلق به سال ۲۰ پیش از میلاد است که لوح حاوی شرح سرگذشت و دستاوردهای آگوستوس بر روی دیوارهای آن باقی مانده است.
در ۲۳ آوریل ۱۹۲۰، مجلس ملی کبیر ترکیه در آنکارا تأسیس شد و در دوران جنگ استقلال ترکیه، مقر نهضت ملی ترکیه بود. پس از تأسیس جمهوری در ۲۹ اکتبر ۱۹۲۳، آنکارا به عنوان پایتخت جدید ترکیه تعیین شد. اغلب مشاغل در شهر آنکارا دولتی هستند اما این شهر یکی از مراکز مهم تجاری و صنعتی نیز به‌شمار می‌رود و در مرکز شبکه جاده‌ای و ریلی ترکیه قرار دارد. نام این شهر روی خرگوش آنقره و بز آنقره (منبع تولید موهر) و گربه آنقره گذاشته شده است. گلابی، عسل و انگور این منطقه مشهور است. هرچند آنکارا در یکی از خشک‌ترین مناطق ترکیه واقع شده و پیرامون آن عمدتاً پوشش گیاهی استپ دارد (به جز بخش‌های جنگلی در جنوب شهر) اما به ازای هر نفر، ۷۲ متر مربع فضای سبز دارد و شهری سبز محسوب می‌شود.
یکی از ۵ مسجد قدیمی ترکیه که در فهرست میراث جهانی قرار گرفته است، در این شهر قرار دارد.

## ریشه‌شناسی
رسم‌الخط نام آنکارا طی دوره‌های مختلف تغییر کرده است. این نام را به مرکز مذهبی هیتی‌ها به نام «آنکواش» (Ankuwaš) نسبت داده‌اند که البته هنوز محل اختلاف است. در دوران باستان و قرون وسطی، این شهر در یونانی به Ánkyra (انکور به معنای لنگر) و در لاتین به Ancyra شناخته می‌شد؛ نام شهر در زبان گالاسیایی نیز احتمالاً واریاسیونی از همین نام بوده است. این شهر پس از تصرف‌شدن به دست ترکمنان سلجوقی در ۱۰۷۳ میلادی، در بسیاری از زبان‌های اروپایی به نام آنگورا (Angora) معروف شد و در ترکی عثمانی هم انگورو (Engürü) گفته می‌شد. «آنگورا» در نام گونه‌های مختلف حیوانات متعلق به این منطقه حفظ شده است.

## پیشینه
آنکارا از زمان هیتی‌ها (قومی کهن که در هزارهٔ دوم پیش از میلاد بر قسمت اعظم آسیای صغیر و سوریه فرمان‌روایی داشت) اهمیت داشت که در دورهٔ رومی‌ها کرسی ایالتی شد. این شهر در زمان خسرو پرویز (سال ۶۲۰ م) توسط ساسانیان فتح شد. آنکارا در زمان هارون الرشید و معتصم خلفای عباسی محاصره و تاراج شد. در این شهر امیر تیمور، بایزید یکم (سلطان عثمانی) را مغلوب و دست‌گیر کرد (۱۴۰۲م). آنکارا در ۱۹۲۳ پایتخت ترکیه شد.

## مردم
اکثریت جمعیت آنکارا را مردمان ترک آناتولی تشکیل می‌دهند.
همچنین کردها در شهر آنکارا اقلیت این شهر به شمار می‌آیند.

## آناتولی مرکزی و زمین‌شناسی
شهر آنکارا یکی از آن شهرهایی است که نزدیک به گسل آناتولی مرکزی بزرگ‌ترین گسل از آناتولی مرکزی است که از شمال غربی ۵ کیلومتری اسکی شهر کشیده شده و تا آغ‌سرای، قونیه، قره‌شهر، نوشهر، آنکارا، قرق‌قله، بیلجیک، چروم و منطقه خیلی کوچکی از شرق ۲۰ کیلومتری بورسا را در بر می‌گیرد تا حالا هزار زلزله از آنکارا گذشته، در قرن ۶ جان ۱۲۴۵ نفر را از دست دادند و دومین زلزله بزرگ قرن در ترکیه شد.

## ترابری

### مترو
متروی آنکارا در سال ۱۹۹۶ تأسیس شده و هم‌اکنون دارای ۴ خط و ۴۵ ایستگاه است.

### راه‌آهن

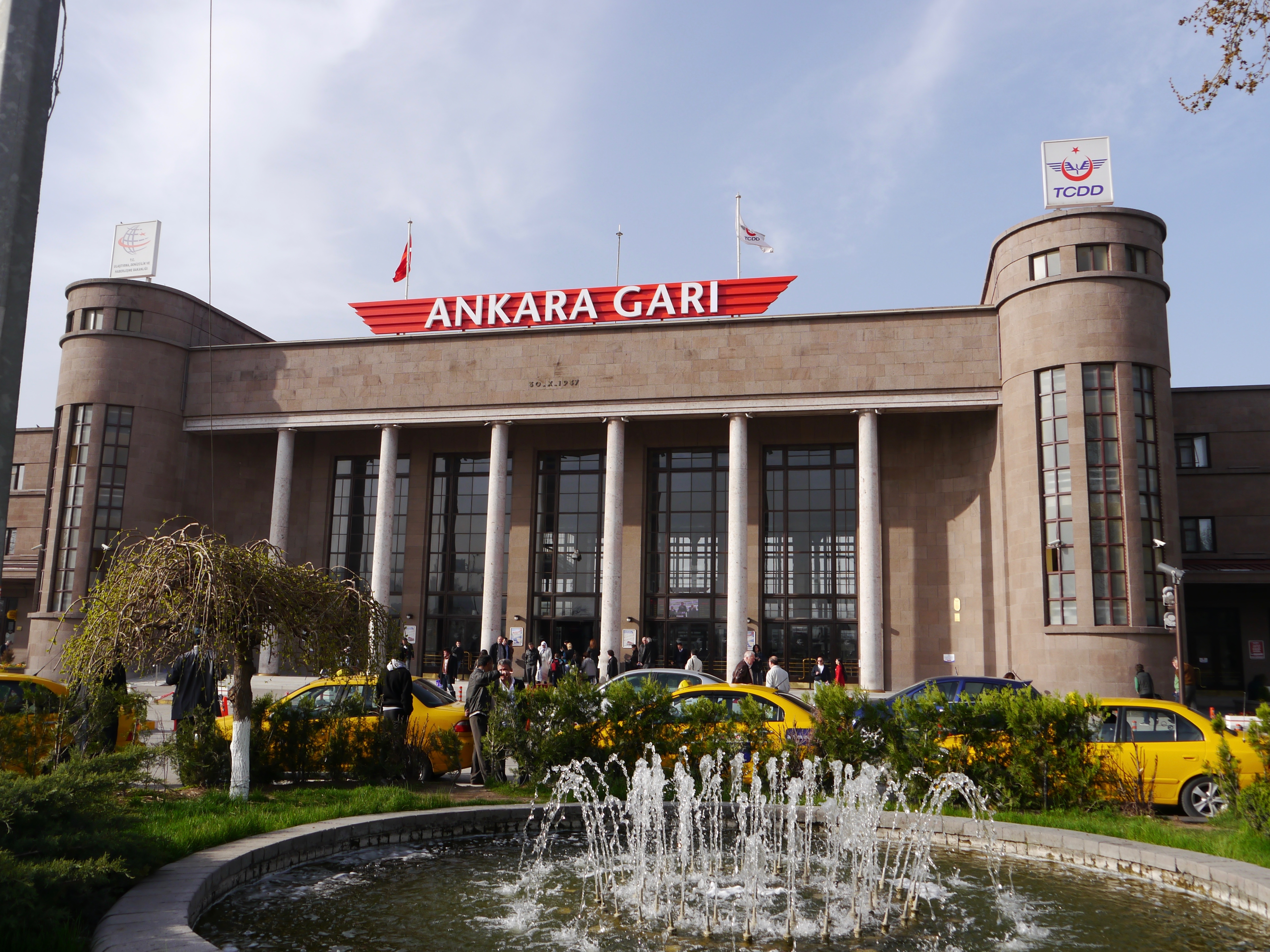
ایستگاه راه‌آهن آنکارا

ایستگاه راه‌آهن آنکارا که در سال ۱۸۹۲ تأسیس شده علاوه‌بر اتصال به شبکه راه‌آهن ترکیه به صورت هفتگی یک قطار به مقصد ایستگاه راه‌آهن تهران نیز دارد.